# 瓜鲁柳斯

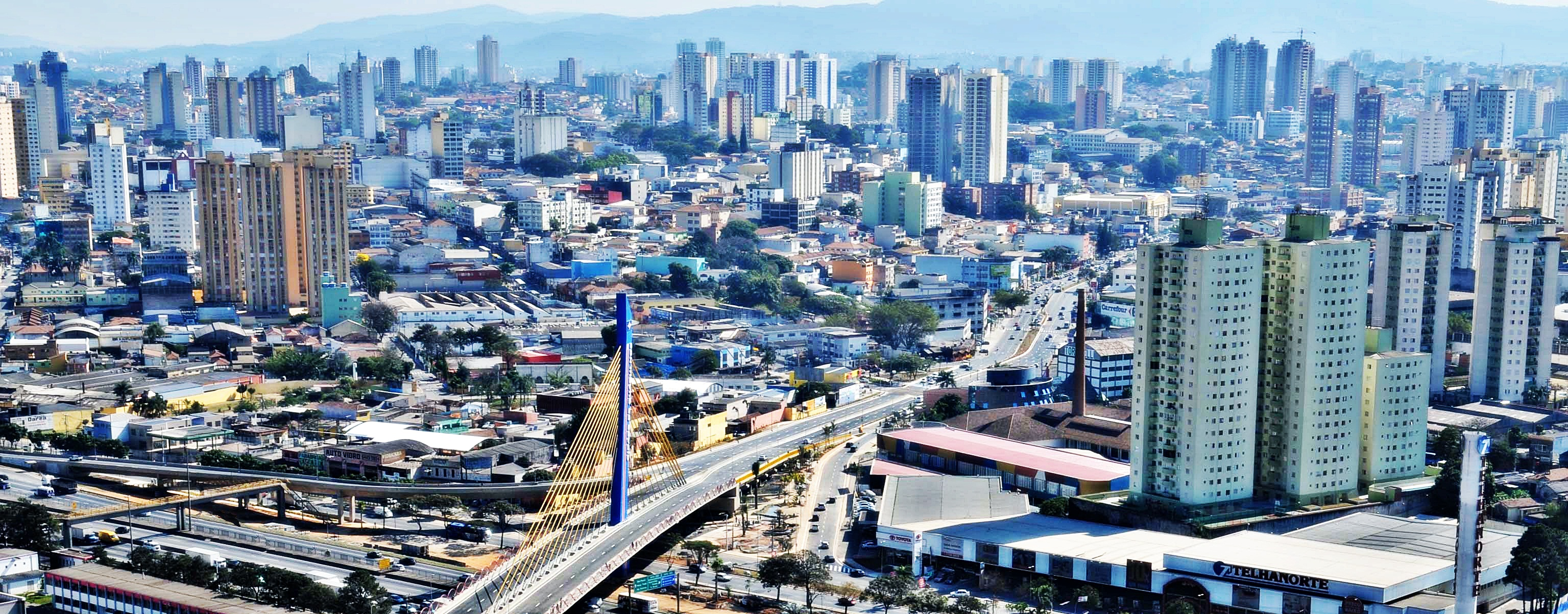
瓜魯柳斯

瓜鲁柳斯 （葡萄牙語：Guarulhos）是巴西圣保罗州的一个城市，属于圣保罗的卫星城市。总面积318 km²。总人口1,283,253(2006)，人口密度 4,035.26 人/km²。瓜鲁柳斯为圣保罗州第二大城市，巴西第12大城市。瓜鲁柳斯国际机场为巴西的主要机场。